# 傑克遜鎮區 (密蘇里州康登縣)
傑克遜鎮區（英語：Jackson Township）是位於美國密蘇里州康登縣的一個行政鎮區。

## 地方資料
傑克遜鎮區的面積為147.02平方千米，當中陸地面積為143.69平方千米，而水域面積為3.33平方千米。根據2020年美國人口普查的數據，當地共有人口742人，而人口密度為每平方千米5.05人。